# Thermae Romae
Thermae Romae (яп. テルマエ・ロマエ Тэрумаэ Ромаэ) — манга Мари Ямадзаки, выходящая в журнале Comic Beam издательства Enterbrain с 2008 года. В 2010 году серия удостоилась премии «Манга Тайсё» и победила в одной из номинаций культурной премии Осаму Тэдзуки. По состоянию на конец 2011 года продано более 5 миллионов томов манги.
По сюжету произведения сняты два фильма (дата премьеры — 28 апреля 2012 года и 26 апреля 2014 года) и трёхсерийное аниме, трансляция которого прошла в программном блоке noitaminA телекомпании Fuji Television в январе 2012 года. Также на 2021 год анонсирована новая аниме-экранизация.

## Сюжет
Главным героем манги является римлянин Луций. Он не доволен нынешним положением римского общества, считая его слишком унылым и идеальным. Когда он находился в бане, его засосало в канализационный отвод и перенесло в современную японскую баню. С тех пор, каждый раз, когда он посещает термы, то попадает в будущее и узнаёт там много уникальных вещей, таких, например, как варка яиц в горячей воде или раздача молочных напитков.